# Grand Froid
Pour plus de détails, voir Fiche technique et Distribution.
Grand Froid est une comédie dramatique franco-belgo-polonaise réalisée par Gérard Pautonnier, sortie en 2017.
Il s'agit de l'adaptation du premier roman de Joël Egloff, Edmond Ganglion & fils, publié en 1999.

## Synopsis
Edmond Zweck dirige une entreprise de pompes funèbres qui périclite. L'arrivée d'un mort semble être une nouvelle opportunité...

## Fiche technique
- Titre original : Grand Froid
- Réalisation : Gérard Pautonnier
- Scénario : Gérard Pautonnier et Joël Egloff, d'après le roman de ce dernier, Edmond Ganglion & fils (1999)
  - Dialogues : Joël Egloff
- Musique : Christophe Julien
- Décors : Katarzyna Filimoniuk
- Costumes : Frédérique Leroy et Claudine Tychon
- Photographie : Philippe Guilbert et Zoé Vink
- Montage : Nassim Gordji Tehrani
- Production : Denis Carot
  - Coproduction : Gaetan David, André Logie, Edyta Janczak-Hiriart et Karolina Mroz-Couchard
  - Production associée : Marie Masmonteil
- Sociétés de production : Elzévir Films, en coproduction avec La Compagnie Cinématographique, Panache Productions, Lava Films et Bactery Films
- Société de distribution : Diaphana Distribution
- Pays de production :  France,  Belgique et  Pologne
- Langue originale : français
- Format : couleur
- Genre : comédie dramatique
- Durée : 86 minutes
- Dates de sortie :
  - France : 28 juin 2017

## Distribution
- Jean-Pierre Bacri : Georges
- Arthur Dupont : Eddy
- Olivier Gourmet : Edmond Zweck
- Féodor Atkine : Simon Bartolo
- Marie Berto : la veuve
- Philippe Duquesne : le frère du mort
- Sam Karmann : le prêtre
- Alix Bekaert : Pierre
- Clara Bekaert: Paul
- Françoise Oriane : Mme Cisca
- Wim Willaert : le patron du restaurant chinois
- Éric Bougnon : un fossoyeur

## Production

### Tournage
Le film a été tourné en Pologne ainsi qu'à Jemappes (Belgique).

### Musique
Christophe Julien signe la musique originale du film, après avoir déjà composé celles des deux courts métrages précédemment réalisés par Gérard Pautonnier : Chippendale Barbecue (2006) et L'Étourdissement (2015).
Le film utilise également quelques musiques préexistantes dont On The Cliff de Mesparrow (qui participe aussi à la bande originale) et Degré de ONOFF.